# Marclopt
Marclopt é uma comuna francesa na região administrativa de Auvérnia-Ródano-Alpes, no departamento de Loire. Estende-se por uma área de 8,43 km². Em 2010 a comuna tinha 543 habitantes (densidade: 64,4 hab./km²).